# 요안니스 아마나티디스
요안니스 아마나티디스(그리스어: Ιωάννης Αμανατίδης io'anis amanaˈtiðis[*], 1981년 12월 3일, 서 마케도니아 주 코자니 ~)는 그리스의 전 축구 선수이자 감독이다. 현역 시절, 아마나티디스는 스트라이커나 측면 미드필더로 활약했고, 독일에서만 프로 선수로 생활했다. 그는 그리스의 성인 국가대표로 국제 대회에 출전하기도 했다.

## 클럽 경력
아마나티디스는 그리스 코자니 출신이다. 그의 가족은 독일 슈투트가르트로 이주하였고, 9세였을 때 슈투트가르터에  입단했다. 2년 후, 그는 슈투트가르트 유소년부로 둥지를 옮겼다. 2002년, 그는 하부 리그의그로이터 퓌르트에서 경험을 쌓고, 분데스리가 첫 경기에 출전했다. 슈투트가르트의 펠릭스 마가트와 출장 기회를 놓고 마찰을 빚은 후, 그는 하위권에 뒤처진 아인트라흐트 프랑크푸르트로 임대되어 인상적인 활약을 펼쳤지만, 소속 구단의 2부 리그 강등을 막지 못했다. 그 해 여름, 그는 카이저슬라우테른으로 자유 이적했고, 불과 1년 만에 승격하여 복귀한 아인트라흐트 프랑크푸르트로 이적해 소속 구단의 공격의 핵심을 맡아 꾸준히 득점을 올렸고, 2007-08 시즌에는 주장 자리에도 올랐다.
2008년 월, 아인트라흐트의 주장은 구단과의 계약을 2012년까지 연장했다.
2011년 7월 18일, 아마나티디스는 공식적으로 프로 은퇴를 선언했다. 그는 모든 대회 통틀어 총 325번의 경기에 출전해 98골 24도움을 기록했다.

## 국가대표팀 경력
아마나티디스는 2002년 11월에 아일랜드를 상대로 그리스 국가대표팀 첫 경기에 출전했다. 그러나, 그는 나중에 우승을 거둔 유로 2004 최종 명단에서 제외되었다.
그는 2005년 컨페더레이션스컵에 참가하여 브라질전과 멕시코전에 출전했다.
2010년 8월 9일, 아마나티디스는 국가대표팀 은퇴를 선언했다. 그는 "이상하고 수상한 선수단 기용으로, 몇몇 선수들은 고정적으로 주전을 맡고, 대부분이 그 이유를 알고 있지만, 제가 직접 말한다면, 큰 파문이 일을 것 같습니다"라고 아마나티디스가 표의했다.
아마나티디스는 열정적인 이스탄불에서의 튀르키예와의 경기에서 결승골을 넣으며 정점을 찍었다. 그는 유로 2008 본선 최종 명단에도 이름을 올렸고, 스웨덴전, 러시아전, 그리고 스페인전 3경기에 모두 출전했다.

## 감독 경력
현역 은퇴 후인 2014년, 아마나티디스는 이라클리스의 U-20 선수단 감독을 맡았다. 2016년 10월, 그는 1군의 감독직을 대행했다. 2019년 1월 15일, 아마나티디스는 스위스 슈퍼리그의 장크트 갈렌 신임 수석 코치로 입단식을 치렀다. 2020년 8월 3일, 그는 아벨 페헤이라의 신임 PAOK 수석 코치로 취임했다.

## 경력 통계
| #  | 날짜             | 경기장            | 상대     | 점수 | 결과 | 대회             |
| -- | ---------------- | ----------------- | -------- | ---- | ---- | ---------------- |
| 1. | 2007년 10월 17일 | 튀르키예 이스탄불 | 튀르키예 | 0–1  | 승   | 유로 2008 예선전 |
| 2. | 2007년 11월 17일 | 그리스 아테네     | 몰타     | 5–0  | 승   | 유로 2008 예선전 |
| 3. | 2008년 5월 24일  | 헝가리 부다페스트 | 헝가리   | 3–2  | 패   | 친선경기         |

## 수상
슈투트가르트
- 인터토토컵: 2002[7]

아인트라흐트 프랑크푸르트
- DFB-포칼 준우승: 2005–06